# جولیا مولر
جولیا مولر (انگلیسی: Julia Müller؛ زادهٔ ۱۰ دسامبر ۱۹۸۵) بازیکن هاکی روی چمن اهل آلمان است.